# دربند (ساوه)
دربند روستایی است از توابع بخش نوبران شهرستان ساوه در استان مرکزی ایران.

## جمعیت
این روستا در دهستان بیات قرار دارد و براساس سرشماری مرکز آمار ایران در سال ۱۳۹۰، جمعیت آن ۱۸۵ نفر (۸۸ خانوار) است.